# Georg Zundel
Georg Zundel (17. května 1931 Tübingen – 11. března 2007 Salcburk) byl německý fyzikální chemik, doživotní profesor biofyziky na Univerzitě v Mnichově, mírový aktivista, environmentalista a filantrop. Jednalo se o vnuka německého průmyslníka Roberta Bosche. V době své kariéry publikoval 313 vědeckých prací, spolupracoval na mnoha objevech v oblasti vodíkové vazby.
Některé nejznámější objevy, které nesou jeho jméno :
- Zundelův kation (H5O2+)
- Zundelova polarizovatelnost
- Zundelova spojitost